# Back to the Blues
Back to the Blues is een album van gitarist en songwriter Gary Moore. Dit album was samen met drummer Brian Downey een succes. Bij het nummer "How Many Lies" gaat het weer meer de kant van de rock op.

## Tracklist
1. Enough Of The blues
2. You Upset Me baby
3. Cold Black Night
4. I Ain't Got You
5. Picture Of The Moon
6. Looking Back
7. The Prophet
8. How Many Lies
9. Drowing In Tears